# Таджа
Таджа (італ. Taggia, ліг. Taggia) — муніципалітет в Італії, у регіоні Лігурія,  провінція Імперія.
Таджа розташована на відстані близько 440 км на північний захід від Рима, 110 км на південний захід від Генуї, 15 км на захід від Імперії.
Населення — 14 157 осіб (2014).
Щорічний фестиваль відбувається другої суботи лютого. Покровитель — Madonna Miracolosa e San Benedetto Revelli.

## Демографія
Населення за роками:

Станом на 1 січня 2023 року в муніципалітеті офіційно проживало 1617 іноземців з 57 країн, серед них 315 громадян країн Євросоюзу та 37 громадян України.

## Сусідні муніципалітети
- Бадалукко
- Кастелларо
- Черіана
- Дольчедо
- П'єтрабруна
- Рива-Лігуре
- Санремо